# М70 (каска)

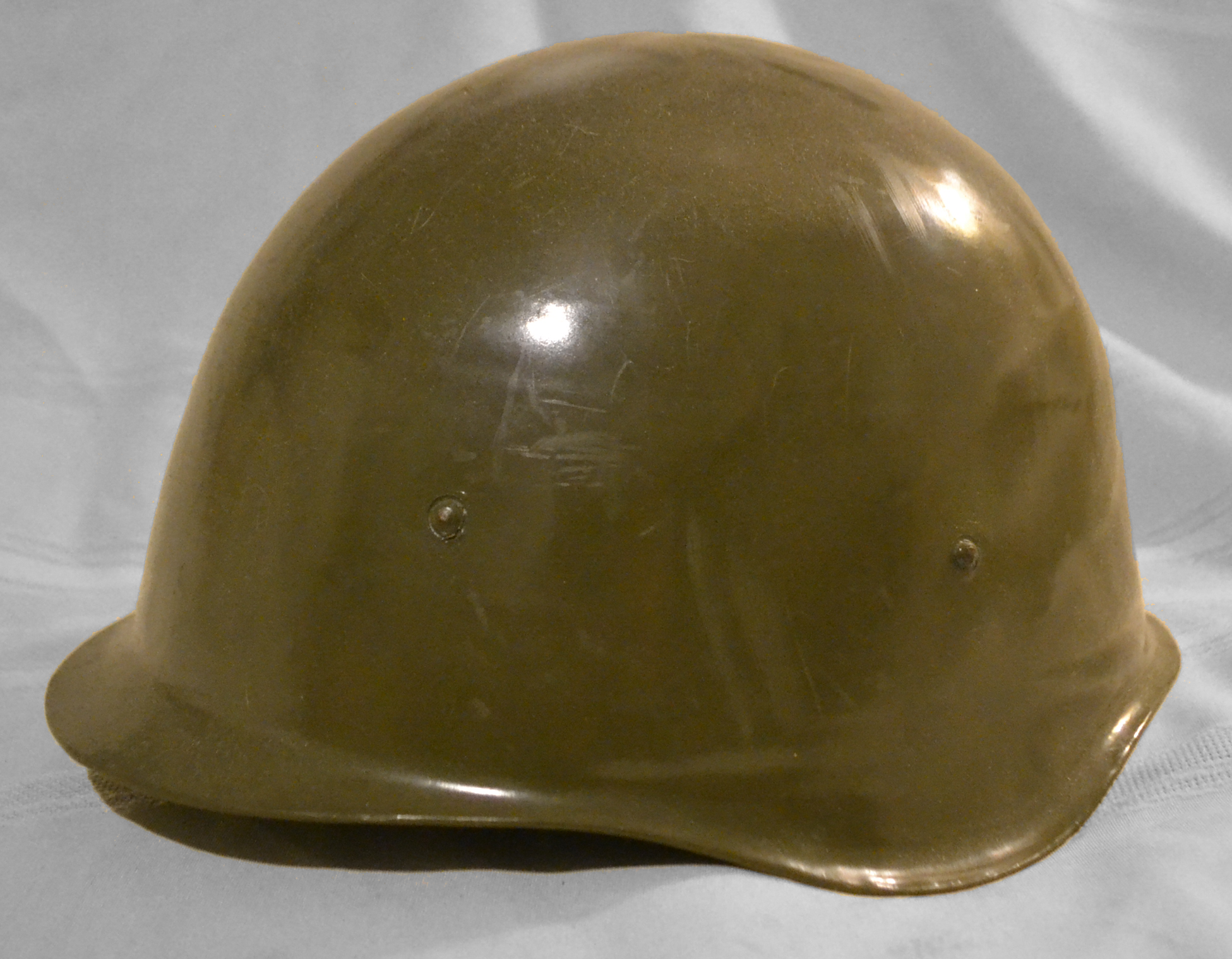
Шлем M70

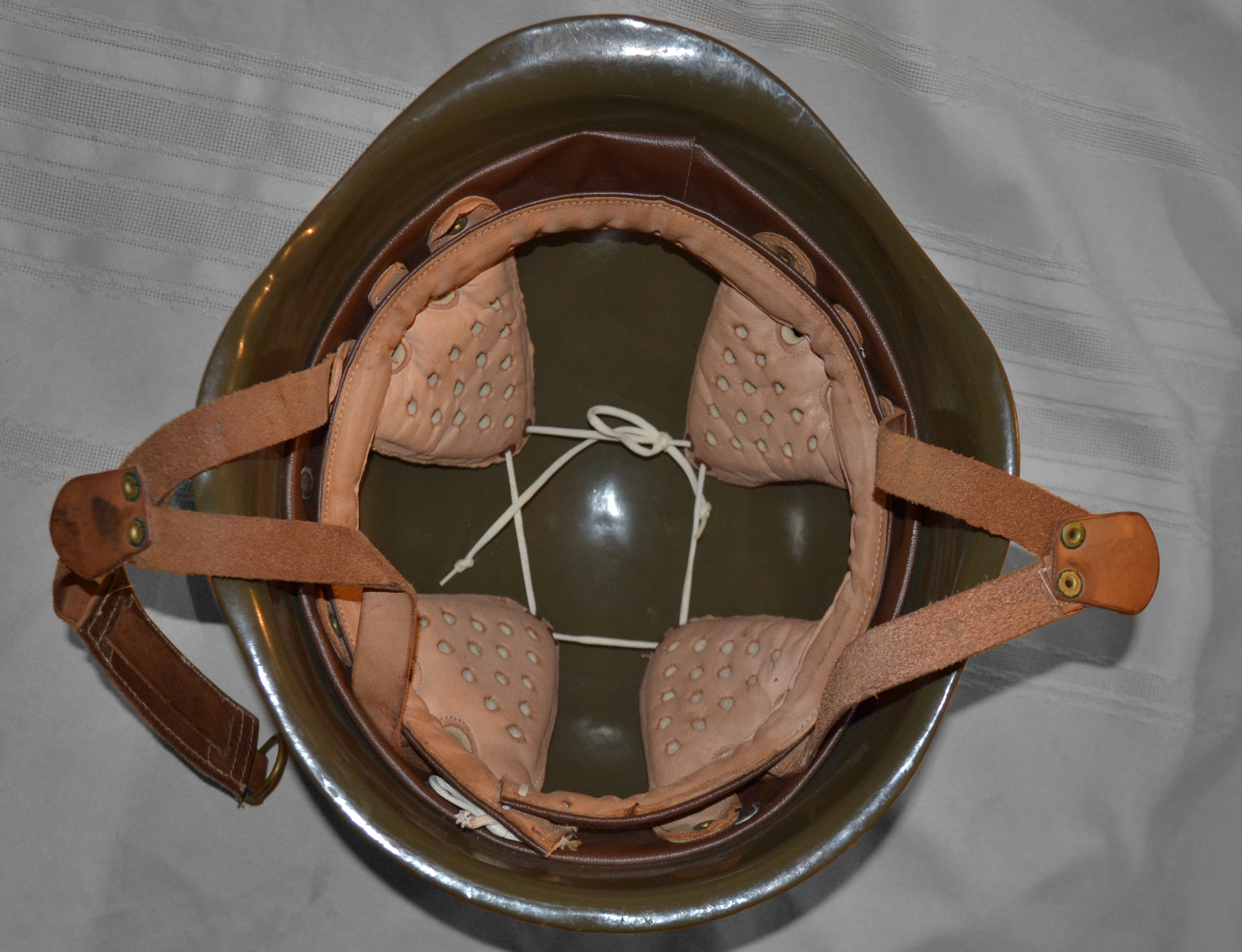
Подшлемник M70

М70 (также известный как М1970) — стальной шлем, использовавшийся Венгрией, лицензионная копия советского СШ-40 и дальнейшее развитие предшествовавшей модели — шлема М50.
Принят на вооружение в 1970 году и использовался до 1990-х годов, пока не был вытеснен более современными кевларовыми шлемами.

## Описание
Корпус каски является точной копией конструкции советского СШ-40, с той лишь разницей, что среди копий этого шлема, произведенных в странах Варшавского договора, у М70 имеется уникальный подшлемник. Подшлемник с четырьмя подушечками с несколькими отверстиями для вентиляции, разработанный примерно в 1965 году. Подушечки крепятся к подкладке металлической лентой, обтянутой кожей, в отличие от гораздо более простых трех отдельных подкладок, прикрепленных непосредственно к подкладке у СШ-40. Ремешок для подбородка имеет четырехточечную конструкцию с крючком и фиксатором и подушечкой для подбородка. Оболочка окрашена в темно-оливковый зеленый цвет с защитой от инфракрасного излучения, что придает ей глазурованное сияние.